# オルドス砂漠

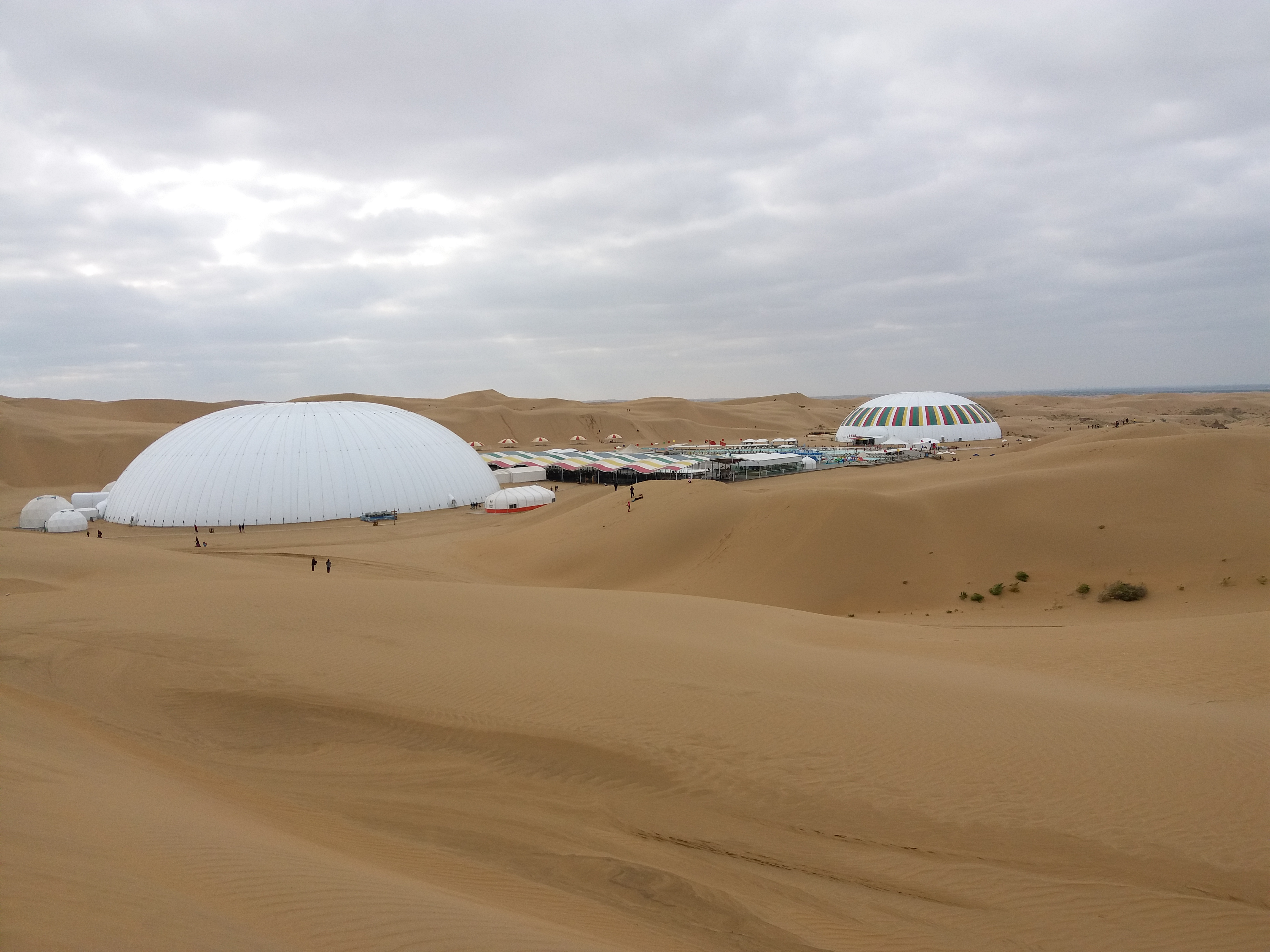
響沙湾（响沙湾）、オルドス砂漠にある砂漠観光地

内モンゴル自治区におけるオルドス市の位置

オルドス砂漠（オルドスさばく、中国語:鄂尔多斯沙漠、ピンイン: È'ěrduōsī Shāmò、英名:Ordos Desert）は、中華人民共和国北西部に位置する砂漠・ステップ地域であり、内モンゴル自治区のオルドス市（中心座標：おおよそ北緯39度 東経109度 / 北緯39度 東経109度）の管轄下にある。面積は約90650平方キロメートル に及び、北部のクブチ砂漠（中国で7番目に大きい砂漠）と南部のムウス砂漠（中国で8番目に大きい砂漠）という2つの砂漠から構成される。北の耕作可能な河套地域と南の黄土高原に挟まれており、オルドス砂漠の土壌は主に乾燥した粘土と砂の混合物であるため、農業には不向きである。  

## 位置
オルドス砂漠は、西、北、東を黄河中流域の大きな矩形の湾曲部、いわゆるオルドス・ループによってほぼ完全に取り囲まれている。山脈がオルドス砂漠を、黄河の北と東に広がるゴビ砂漠から隔てている。北の境界はムウス砂漠の南の境界として機能している。オルドスを黄河大湾曲部の北にある中央ゴビから隔てる山脈は、カラ・ナリン・ウラ山脈、シェイテン・ウラ山脈、そして陰山山脈であり、これらは大興安嶺山脈の南端につながっている。南と東では、万里の長城がオルドス砂漠を肥沃な黄土地帯から隔てている。オルドス砂漠は、中華人民共和国の自治区である内モンゴル自治区、同じく自治区である寧夏回族自治区、そして省である陝西省と甘粛省の南部地域に広がっている。

## 地形
オルドス砂漠は、ヒマラヤ山脈から中国東部の低地への下降における中間的なステップを形成している。南部に向かっては標高1,500 m以上に上昇し、西部では黄河右岸に沿って、ステップ地帯より約900m高いアルブス（Arbus）またはアルビソ（Arbiso）山脈が、賀蘭山脈と陰山山脈を結びつける役割を果たしている。黄河大湾曲部の北部はクズプチ川の砂、すなわち高さ12～15mの連続した砂丘で満たされている。場所によってはこれらの砂丘は黄河に接近するが、他の場所では粘土が混じった砂の帯によって隔てられ、その帯は川面から15 m、場所によっては30 mの高さの急な崖で終わる。 最終的に、砂丘は黄河の左岸に渡り、そこでは干上がった河床によって貫かれている。黄河大湾曲部の北、東経108°から112°にかけて伸びる陰山山脈は、荒々しい高山的特徴を持ち、モンゴル南東部の他の山々とは豊富な水と植生の両方によって区別される。その構成山脈の一つである、長さ113km、幅約32kmの大胆なムニ・ウール山脈では、標高2200m～2600mに達し、険しい峡谷や狭い谷によって切り裂かれた急斜面を持つ。 

## 気候
この砂漠の年間降水量は250mm未満であり、そのほとんどは夏の雷雨によるものである。この地域には多くの塩湖や断続的な河川が存在する。冬は厳しく寒く、北や西から冷たい風が吹き込み、1月の気温は-13～-10℃である。  

## 動植物相
オルドス地域の植生は山地草原・低木林で構成されている。 
北部の砂丘の間では、ヒデスアルム・スコパリウムやカリゴヌム・アルボレスセンスを含む低木がまばらに点在して生育している。在来の草本類には、ナシガヤ、ムギクサ、ハマムギ、オニウシノケグサ、ダウリアドジョウギク、シロバナユウマメ、キバナユウマメ、ミヤコグサ、プギオニウム・コルヌツム、ゲンゲ、そしてシベリアカワラヨモギが含まれる。砂丘と黄河を隔てる砂と粘土の帯には、小さな塚（高さ1.2 mまで）が点在し、その多くはカワラヨモギやネムリグサ属で覆われている。ここにはまた、オルドスの最も特徴的な植物の一つであるカンゾウも生育している。黄河左岸では、干上がった河床の間の平坦な空間に小さな塚（高さ9cm～1.8m）が点在し、そこには成長の阻害されたニトラリア・ショベリやハマビシ属が生育している。 
南部に向かうと、まばらな低木植生が見られる。河岸沿いには森林の茂みが繁茂している。 陰山山脈では、標高1,600 mから森林が始まり、夏には非常に多くの種類の野草が咲き乱れるが、色彩は著しく欠けている。この同じ境界山脈には、特に鳥類において、はるかに多くの種類の動物相が存在する。 オルドスの塩湖では希少な鳥類も繁殖しており、その中には紅塩池で繁殖するゴビズキンカモメ（Larus relictus）がいる。この種にとって、オルドスは世界最大の繁殖コロニーとなっている。 この地域における大型哺乳類の現在の状況は、大部分が不明確である。過去には、野生のフタコブラクダ、ユキヒョウ、モウコガゼル、モウコノウマが生息していた。  

## 歴史

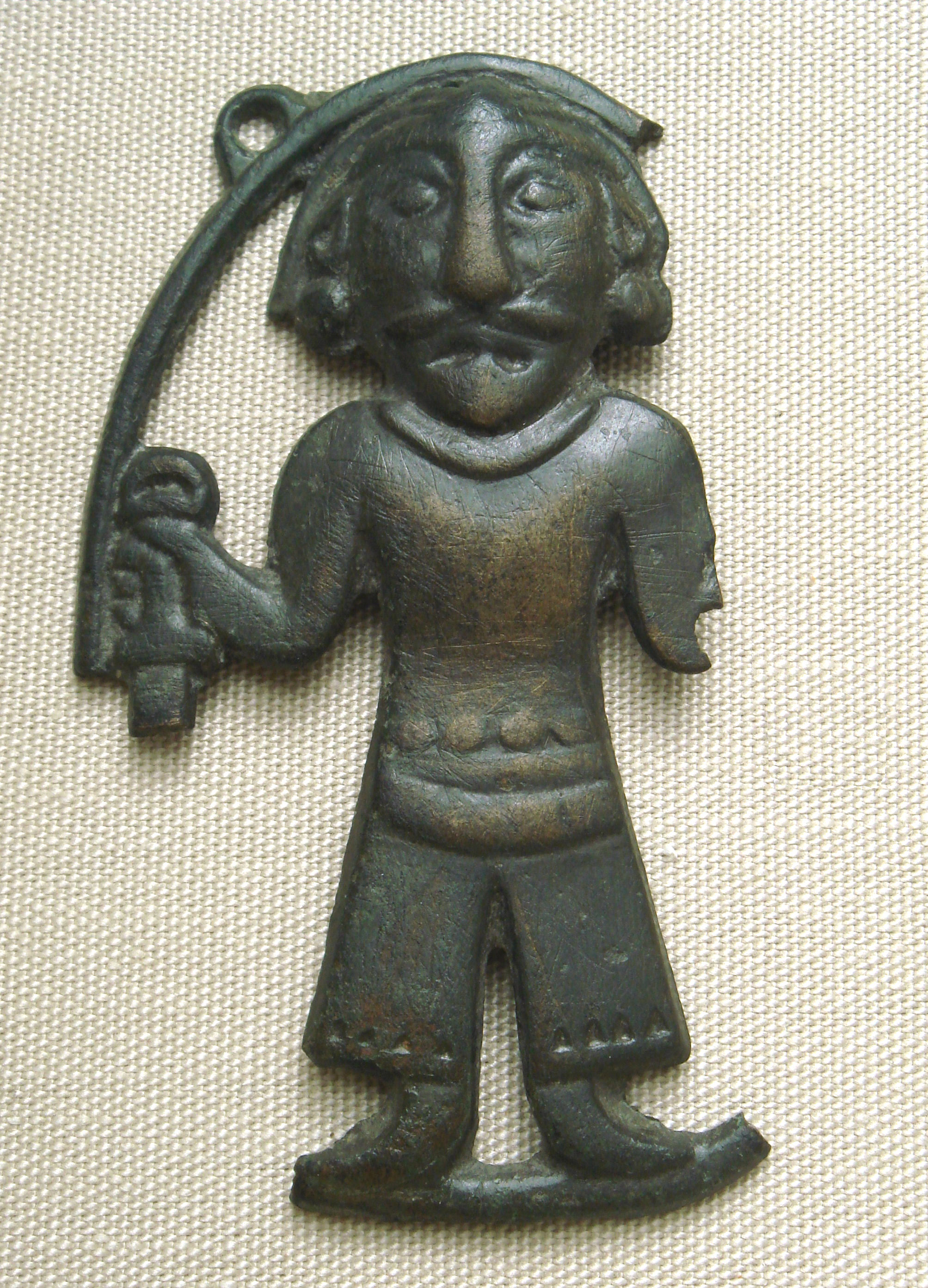
オルドスの男性の青銅小像、紀元前3世紀～1世紀。大英博物館

オルドス地域の中国語名は河套（He-tau）、後に河南（He-nan、「河の南の国」）であった。 
何世紀にもわたって騎馬遊牧民によって占領され、彼らはしばしば中国と戦争状態にあった。紀元後1世紀と2世紀には、匈奴によって占領された。1869年の同治回乱（1862年～1877年）の間とその後に、ほぼ無人化した。 この地域は最終氷期最盛期には砂漠であった。完新世気候最適期には、現代に黄土高原に到達するモンスーンの雨が、砂漠を黄河まで押し戻した。それ以来、様々な時代の過放牧と、現代における降雨不足が、砂漠状態への回帰をもたらした。しかし、環境への最も壊滅的な損害は、毛沢東によって開始された政治運動、すなわち大躍進政策と文化大革命によって引き起こされた。 
この期間中に、クブチ砂漠とムウス砂漠を隔てていた脆弱な植生の細い線が破壊された。その後の人口圧と羊・ヤギ・牛の増加は、すでに弱体化していた地域の環境を回復不能な点までさらに悪化させ、結果として、2つの砂漠は1990年代に最終的に連結し、現在のより大きなオルドス砂漠を形成した。  

## 経済
アルカリ性土壌のため、一部の遊牧民であるモンゴル人の牧畜民がヒツジやヤギを飼育することが可能である。ヤギによる過度の放牧は、この地域の草原に損害を与え、砂漠化を引き起こした。地域のオアシスでは小規模な農業が行われている。この地域には大規模な炭酸ナトリウム（ソーダ）鉱床があり、盛んに採掘されている。